# Kyushu Journal of Mathematics
Kyushu Journal of Mathematics is een internationaal, aan collegiale toetsing onderworpen wetenschappelijk tijdschrift op het gebied van de wiskunde.
De naam wordt in literatuurverwijzingen meestal afgekort tot Kyushu J. Math.
Het wordt uitgegeven door de Universiteit van Kyushu en verschijnt 2 keer per jaar.
Het tijdschrift is een voortzetting van Memoirs of the Faculty of Science, Kyūsyū University. Series A, Mathematics; de eerste jaargang (1994) draagt nummer 48.